# Pachycraerus etcheberi
Pachycraerus etcheberi är en skalbaggsart som beskrevs av Renaud Maurice Adrien Paulian 1940. Pachycraerus etcheberi ingår i släktet Pachycraerus och familjen stumpbaggar. Inga underarter finns listade i Catalogue of Life.